# Exodokidium subsymmetricum
Exodokidium subsymmetricum är en bladmossart som först beskrevs av Jules Cardot, och fick sitt nu gällande namn av Jules Cardot 1908. Exodokidium subsymmetricum ingår i släktet Exodokidium, klassen egentliga bladmossor, divisionen bladmossor och riket växter. Inga underarter finns listade i Catalogue of Life.